# Aeroporto di Niš-Costantino il Grande
L'Aeroporto di Niš-Costantino il Grande (ICAO: LYNI - IATA: INI) è un aeroporto serbo situato a 4 km a nord ovest di Niš, nella Serbia centro-meridionale. È il secondo più importante aeroporto del paese, dopo quello di Belgrado gestisce un traffico aereo su rotte nazionali ed internazionali. Per via della sua collocazione centrale e del clima mite, lo scalo viene frequentemente utilizzato come aeroporto alternato per i voli diretti verso numerose altre città serbe, incluse Belgrado, Podgorica, Tivat, Sofia, Skopje e Ohrid.